# ホーム・スイート東京
『ホーム・スイート東京（HOME SWEET TOKYO）』は、NHK総合/NHK WORLD/NHKBSプレミアムで放送されていた日本のコメディーテレビドラマ。シーズン1は、2017年12月3日より12月24日まで放送され、主演はBJ Foxと木村佳乃。
シーズン4まで制作・放送され、オンデマンドでも配信されている。
海外へ日本の魅力を発信するべく作成された、全編英語で展開するNHK WORLD JAPAN初のオリジナルドラマである。
脚本は、主演も務める BJ Foxが担当しており、外国人の目を通した「日本の暮らしにひそむ笑い」を、ユーモアを交えて描いている。
シーズン4には、ブライアン家に居候する親戚の娘・節子役として、上白石萌音も出演した。
同番組は、NHKWORLD-JAPANにて、海外でも放送された。

## キャスト
ブライアン・ジェンキンズ
演 - BJ Fox
ジェンキンズ・いつき
演 - 木村佳乃
松山 恒夫
演 - 渡辺哲
ジェンキンズ・アリス
演 - アイラ･ローズ
松山 節子
演 - 上白石萌音
ゲスト
柄本明
はな
ヴィナイ・マーシー
佐藤寛太
吉田志織

## スタッフ
- 脚本 - BJ Fox
- 演出 - 吉田照幸
- プロデュース - 水高満、常木佳子

## 放送日程

### シーズン1
| 各話  | 放送日         | サブタイトル       |
| ----- | -------------- | ------------------ |
| 第1話 | 2017年12月3日  | 「安全第一」       |
| 第2話 | 2017年12月10日 | 「裸のつきあい」   |
| 第3話 | 2017年12月17日 | 「アリスのお弁当」 |
| 第4話 | 2017年12月24日 | 「家族の記念日」   |

### シーズン2
| 各話  | 放送日        | サブタイトル           |
| ----- | ------------- | ---------------------- |
| 第1話 | 2019年8月22日 | 「本命チョコ対決」     |
| 第2話 | 2019年8月22日 | 「潜入！書道教室」     |
| 第3話 | 2019年8月29日 | 「ニッポンのお片づけ」 |
| 第4話 | 2019年8月29日 | 「恐怖の温泉旅行」     |

### シーズン3
| 各話  | 放送日        | サブタイトル                 |
| ----- | ------------- | ---------------------------- |
| 第1話 | 2020年1月11日 | 「一服の清涼剤」             |
| 第2話 | 2020年1月11日 | 「潜入！サラリーマンライフ」 |
| 第3話 | 2020年1月18日 | 「ママのお茶碗」             |
| 第4話 | 2020年1月18日 | 「同じ釜の飯を食う」         |

### シーズン4
| 各話  | 放送日         | サブタイトル                 |
| ----- | -------------- | ---------------------------- |
| 第1話 | 2020年12月28日 | 「台風がやってくる！」       |
| 第2話 | 2020年12月28日 | 「ラーメン・ラプソディ」     |
| 第3話 | 2020年12月28日 | 「ヤバイ！ヤバイ！ヤバイ！」 |
| 第4話 | 2020年12月28日 | 「鬼は外！福は…」            |